# Кольська АЕС-2
Кольська атомна електростанція II (рос. Кольская АЭС-2) — атомна електростанція, що планується в Росії. Вона буде розташована в Мурманській області, поблизу міста Полярні Зорі, неподалік від Кольської АЕС. Плани щодо будівництва цієї електростанції існували ще з 1990-х років, але прогрес був повільним. Вона матиме два реактори з водою під тиском ВВЕР валовою потужністю 675 МВт кожен, тож загальна валова потужність електростанції становитиме 1375 МВт.

## Історія та технічна інформація

### Початки
Спочатку замість другої атомної електростанції на Кольській атомній електростанції планувалося поставити два чотириконтурних реактора з водою під тиском ВВЕР-1000/320, що збільшило б її потужність до 3760 МВт. Після розпаду Радянського Союзу план розширення Кольської станції був скасований. Держава-правонаступник, Російська Федерація, створила нову програму розвитку атомної енергетики та планує розширити Кольську електростанцію трьома чотириконтурними реакторами з водою під тиском ВВЕР-640, кожен потужністю 640 МВт. Три реактори мали бути введені в експлуатацію між 2001 і 2010 роками. Місцева адміністрація підтримала будівництво нових блоків і сприйняла це позитивно, але попросила інших умов. Серед іншого вони вимагали безкоштовного забезпечення електростанцій електроенергією та централізованим опаленням, а також збільшення обсягів інвестицій на соціальні цілі в регіоні. Однак багато людей навколо станції були проти розширення, оскільки в той час у Мурманській області зароджувався новий зелений рух.

### Нова електростанція
У 1994 році плани були змінені, і блоки мали бути побудовані окремо як нова електростанція, за 8 кілометрів від Кольської атомної електростанції та оголошена як Кольська атомна електростанція II. До 1996 року наглядовий орган Держатомнадзору підготував і затвердив документи про вплив електростанції на навколишнє середовище, щоб 7 червня 1996 року було видано дозвіл на будівництво. Однак електростанція мала бути побудована лише після Ленінградської атомної електростанції II, де реактор типу ВВЕР-640 також планувався в той час і мав служити еталоном для Кольської атомної електростанції II. Пізніше було додатково вирішено будувати Далекосхідну атомну електростанцію після Ленінградської II і лише після неї Кольську II.
На початку лютого 1997 року місцева влада підтвердила плани будівництва електростанції з трьома реакторами ВВЕР-640. Дозвіл на будівництво першого блоку було затверджено, але погодження двох інших блоків було відкладено. Через невизначеність щодо фінансування можлива реалізація роботи все ще залишалася на виду.  Однак 3 березня 1999 року міністр з атомної енергетики Росії Євген Адамов висловив сумніви щодо станції, заявивши, що атомна електростанція на даний момент є невідповідною і що гроші для станції краще інвестувати в модернізацію існуючих блоків, щоб вони могли продовжити термін служби на 10-15 років. По-друге, енергодефіцитні регіони мають більший пріоритет в отриманні цих коштів. Тижнем раніше в Мінатомі заявили, що кошти на «Колу-2» підуть на добудову Ростовської, Калінінської та Курської АЕС. Відповідно, міністр пояснив, що дискусія про будівництво Кольської II не повинна відбуватися знову приблизно через три роки, коли завершиться продовження терміну експлуатації перших блоків. Однак щодо заміни АЕС «Кола» пояснив, що іншого варіанту, окрім будівництва нової АЕС, немає. З розробкою родовища Щокман з’явилася альтернатива у вигляді газової електростанції, хоча вона не мала бути введена в експлуатацію до 2020 року. Однак кращим рішенням все ж залишалося будівництво «Кольської II» з введенням в експлуатацію в 2016 році.
6 жовтня 2006 року гендиректор «Росатома» Сергій Кирієнко прибув у регіон для реклами Кольської АЕС. Причиною стала зацікавленість сибірського виробника алюмінію СУАЛ побудувати в цьому районі алюмінієвий завод і забезпечити його електроенергією з Кольської АЕС. З 9 по 12 грудня 2006 року в Апатитах, Оленегорську, Мончегорську та Кандалакші пройшли громадські слухання щодо проекту АЕС. Метою цього заходу було почути громадську думку щодо будівництва Кольської АЕС. Проти будівництва АЕС висловилися 89% усіх опитаних. Згідно з цими результатами, екологічні рухи стверджували, що планування проекту має здійснюватися лише за згодою жителів району, і запропонували провести референдум у Мурманській області щодо того, чи слід будувати електростанцію чи ні. Насправді Кирієнко дотримувався подібної точки зору, що атомні електростанції слід будувати лише в регіонах, де впровадження ядерної енергії перевищує 50% підтримки. Тому результати слухань екологічні рухи хотіли надіслати Сергію Кирієнку та раді директорів алюмінієвих заводів СУАЛ.
21 січня 2007 року генеральний директор "Росенергоатома" Сергій Обосов також критично оцінив будівництво нової станції, заявивши, що будівництво "Кольської II" буде неекономічним. Однак раніше Обосов критикував будівництво Ленінграда II, називаючи його марнотратством. При цьому він заявив, що Росенергоатом не проти будівництва Кольської II. Він пояснив, що майбутнє станції обговорюватиметься з СУАЛом, як найбільшим споживачем атомної енергії та мережевим оператором області. Що стосується новоствореної федеральної цільової програми, яка передбачає будівництво АЕС у 2007-2010-2015 роках, то «Кола II» не була врахована в плануванні, а це означає, що виділити державні кошти було б неможливо. Губернатор області Юрій Євдокимов заявив, що не хоче відмовлятися від електростанції, тому що для СУАЛу буде гостра потреба в електроенергії, якої, за словами Обозова, буде недостатньо. Альтернативою було б відвести енергію за допомогою нової лінії до Санкт-Петербурга, але це також було представлено Обосовим як економічно невигідне. Тому будівництво другої АЕС він назвав неефективним. Будівництво в іншому місці, ближче до міста Мурманська, також обговорювалося як альтернатива, яка підвищить економічну життєздатність проекту.
У травні 2007 року Сергій Кирієнко заявив, що «Кола-2» буде побудована за будь-яких умов. Однак він не зміг надати жодного розкладу. Крієнко зазначив, що однією з причин будівництва було те, що після закінчення терміну експлуатації Кольської АЕС Фінляндія буде єдиною країною, яка зможе постачати електроенергію для Мурманської області. Відповідно, він повідомив, що Росенергоатом оприлюднить детальний план будівництва станції з відповідними витратами на будівництво. Виходячи з цього буде вирішено, чи будуватиме електростанцію приватний інвестор чи Росенергоатом. Проект мав бути реалізований, як тільки виробники алюмінію СУАЛ і РУСАЛ підпишуть відповідний контракт. Як тип реактора, «Атоменергопром» мав ідею будівництва чотирьох киплячих реакторів типу ВК-300, що зробило б реактор «Кола II» унікальним проектом реактора в Росії. У вересні 2007 року очікувалося, що АЕС «Кола II» буде введена в експлуатацію між 2017 і 2020 роками. У лютому 2008 року «Росенергоатом» опублікував план будівництва нових атомних електростанцій до 2020 року, який включав будівництво чотирьох блоків АЕС «Кола II». Проте фінансування поки що не забезпечено.
Через зацікавленість Газпрому в розробці Штокманівського газового родовища у квітні 2008 року відбулися переговори про будівництво двох великих додаткових реакторів на додаток до малих електростанцій потужністю 300 МВт з метою збільшення загальної потужності Коли II до 2500 МВт. Росенергоатом підтвердив ці зміни до проекту. 9 червня 2008 року Росатом уклав угоду з Мурманською областю про будівництво атомної електростанції. Контракт підписали Сергій Кирієнко та Юрій Євдокимов. У вересні 2008 року Росатом випустив інструкції щодо реалізації проекту, щоб блоки могли бути введені в експлуатацію між 2017 і 2019 роками для заміни майбутніх втрачених потужностей Кольської АЕС. Алюмінієвий завод, який колись планував СУАЛ, а зараз належить РУСАЛу, на цьому етапі було відхилено.
Під час візиту Олександра Локшина, директора з проектного планування Росатому, на Кольську атомну електростанцію з 19 по 20 січня 2012 року він оголосив, що плани Кольської атомної електростанції II були змінені і тепер передбачають два ВВЕР-1300/510 (ВВЕР-ТОІ). Кожен із блоків має мати потужність 1250 МВт. Він також зазначив, що у 2012 році на проектування електростанції були виділені відповідні кошти. Оцінка впливу на навколишнє середовище також базуватиметься на цьому попередньому етапі проекту. Порівняно з попередніми планами, введення в експлуатацію передбачалося не раніше 2020 року через зміну проекту.  Однак зміна конструкції реактора вирішила кілька проблем, включаючи зниження витрат на будівництво нижче федеральної програми будівництва. Крім того, пропозиція дозволяє використовувати існуючу інфраструктуру Кольської АЕС, що знизило вартість нової інфраструктури. Будівництво двох блоків також робить весь проект більш компактним. Проте Росенергоатом був відкритий для інвесторів.  Однак під час обговорення проекту в лютому 2012 року в Мурманську про плани пролунала суперечлива інформація. Говорилося, що перший блок буде введено в експлуатацію в 2023 році. Якщо це буде реалізовано таким чином, буде відключення електроенергії, тому що перші два блоки Кольської АЕС планували зупинити в 2018 році і 2019 р. Єдиним можливим варіантом, який розглядався для усунення цієї прогалини, було продовження експлуатації двох блоків. При цьому остаточне рішення щодо будівництва АЕС «Кола II» ще не прийнято. Тому ОКБМ Нижнього Новгорода запропонував будівництво двох ВБЕР-500, передового реактора з водою під тиском, який теоретично міг би бути реалізований швидше, ніж реактор ВВЕР-ТОІ.
У грудні 2012 року було оголошено, що рішення про будівництво АЕС "Кола II" буде прийнято в 2013 році, повідомив директор Кольської АЕС Василь Омельчук. Однак він також застеріг від закриття перших двох блоків Кольської АЕС і нестачі енергії. Навіть якби будівництво «Кольської II» почалося в 2016 році, час будівництва двох ВВЕР-1300 триватиме приблизно сім-вісім років. Однак виявилося, що обидва блоки побудувати неможливо, оскільки блоки потужністю 1250 МВт перевищують потужність місцевої енергомережі, яка має потужність 800 МВт. За пропозицією ОКБМ було замовлено попереднє дослідження будівництва двох ВБЕР-500, які були більш придатними, могли бути побудовані за два-три роки і коштували б всього 3 мільярди рублів. «Росатом» погодився підтримати цей проект. У зв'язку з терміновістю реалізації, уряд Мурманської області звернувся до прем'єр-міністра Російської Федерації Дмитра Медведєва за допомогою в реалізації проекту. Зокрема, було звернуто увагу на технічну обмеженість енергомережі та проблему з ЛЕП 330 кВ від АЕС до Мурманська, яка не може подавати електроенергію в тамтешню мережу через відсутність підстанції в Мурманську. За винятком швидкого вирішення та подальших затримок, введення в експлуатацію очікується не раніше 2025 року. Як рішення «Атоменергопроект Санкт-Петербург» запропонував раніше запланований ВВЕР-640, який компанія знову надала як пропозицію з 2013 року (як конкуренція, ВВЕР-600, розроблений Атоменергопроектом Москва). У компанії пообіцяли, що технічну документацію можна буде виготовити протягом року, а електростанцію побудувати дуже швидко. Росатом заявив, що оцінює застосовність цього типу для Кольської АЕС. Директор АЕС Василь Омельчук був проти цієї концепції, оскільки вона була технічно застарілою, ще з 1980-х років.
Губернатор Мурманської області Марина Ковтун 15 квітня 2013 року відвідала Кольську ГЕС, в ході якої вона зосередилася в основному на проекті нової електростанції. Вона заявила, що отримала підтримку в реалізації проекту від президента Володимира Путіна.

### Сучасність
Влітку 2021 року «Росатом» оголосив, що будівництво нової АЕС офіційно розпочнеться у 2028 році, а перший блок буде введено в промислову експлуатацію у 2034 році. Терміни озвучив директор Кольської АЕС Василь Омельчук на прес-конференції 18 червня 2021 р. «Рішення про будівництво нової електростанції було прийнято ще в 1990-х роках, але будівництво не було реалізовано». Електростанція складатиметься з двох водоводяних чотириконтурних реакторів ВВЕР-600/498. У 2023 році термін введення в експлуатацію першого блоку перенесено на 2035 рік.

### Новий план
У серпні 2024 року уряд Росії оголосив про введення трьох блоків ВВЕР-С-600 на Кольській АЕС II в 2035, 2037 і 2040 роках в рамках програми будівництва нової АЕС. З цього плану випливає, що три нових блоки охоплять всю потужність старої Кольської АЕС після її остаточного виведення з експлуатації, потужність якої становить

## Інформація про реактори
| Реактор   | Тип реактора | Продуктивність | Продуктивність | Початок будівництва | Підключення до мережі | Введення в експлуатацію | Закриття |
| Реактор   | Тип реактора | Нетто          | Брутто         | Початок будівництва | Підключення до мережі | Введення в експлуатацію | Закриття |
| --------- | ------------ | -------------- | -------------- | ------------------- | --------------------- | ----------------------- | -------- |
| Кола II-1 | ВВЕР-С-600   |                | 600 МВт        |                     |                       | 2035                    |          |
| Кола II-2 | ВВЕР-С-600   |                | 600 МВт        |                     |                       | 2037                    |          |
| Кола II-3 | ВВЕР-С-600   |                | 600 МВт        |                     |                       | 2040                    |          |